# جين إيفانز
جين إيفانز (بالإنجليزية: Gene Evans) (و. 1922 – 1998 م) هو ممثل، وممثل تلفزيوني، من الولايات المتحدة الأمريكية، ولد في هولبروك، توفي في جاكسون، عن عمر يناهز 76 عاماً.

## وصلات خارجية
- جين إيفانز على موقع IMDb (الإنجليزية)
- جين إيفانز على موقع ألو سيني (الفرنسية)
- جين إيفانز على موقع أول موفي (الإنجليزية)
- جين إيفانز على موقع قاعدة بيانات الأفلام السويدية (السويدية)
- جين إيفانز على موقع إن إن دي بي (الإنجليزية)
- جين إيفانز على موقع قاعدة بيانات الفيلم (الإنجليزية)
- جين إيفانز على موقع كينوبويسك (الروسية)